# Noord-Siberisch Laagland
Het Noord-Siberisch Laagland (Russisch: Северо-Сибирская низменность; Severo-Sibirskaja nizmennost) is een van de Russische grootlandschappen en is gelegen in het noorden van Oost-Siberië op het grondgebied van Tajmyr (kraj Krasnojarsk) en Jakoetië ten noorden van de noordpoolcirkel.

## Geografie
Het gebied spreidt zich met een breedte van ongeveer 600 kilometer over een lengte van 1400 kilometer uit tussen het estuarium van de Jenisej en het noorden van het West-Siberisch Laagland in het westen, het estuarium van de rivier de Olenjok in het oosten, de Noordelijke IJszee (Karazee en Laptevzee) in het noorden en het Midden-Siberisch Bergland in het zuiden. Als uiterst westelijke en oostelijke grenzen worden ook wel respectievelijk het noordelijke deel van de Oeral en het noorden van het Verchojanskgebergte. Binnen deze definitie vallen dan ook het schiereiland Jamal en het schiereiland Gydan, de Obboezem en de delta van de Lena.
Het centrale deel wordt gevormd door de Tajmyrdepressie, dat ten noorden van het Midden-Siberisch Bergland en ten zuiden van het schiereiland Tajmyr met het Byrrangagebergte ligt.

## Landschapsbeeld
Het laagland wordt gekenmerkt door licht heuvelachtig verlopend land met enkele lagere heuvelruggen tot 300 meter hoogte. Het gebied bestaat vooral uit zompige moerasgebieden en vele meren, waarvan het grootste het Tajmyrmeer is, en wordt gekenmerkt door bostoendra en toendra. Door de permafrost en het lage vochtgehalte van de bodem kan zich geen hoge begroeiing zoals bomen ontwikkelen in het gebied. De begroeiing bestaat vooral uit mossen, struiken en varens. In het zuiden bevinden zich lariksbossen.

## Geologie
Het Noord-Siberisch Laagland werd gevormd door de zee en door glaciale afzettingen, zandsteen en door leemachtige leisteen. In het gebied bevinden zich voorraden aardolie, aardgas en steenkool.

## Rivieren

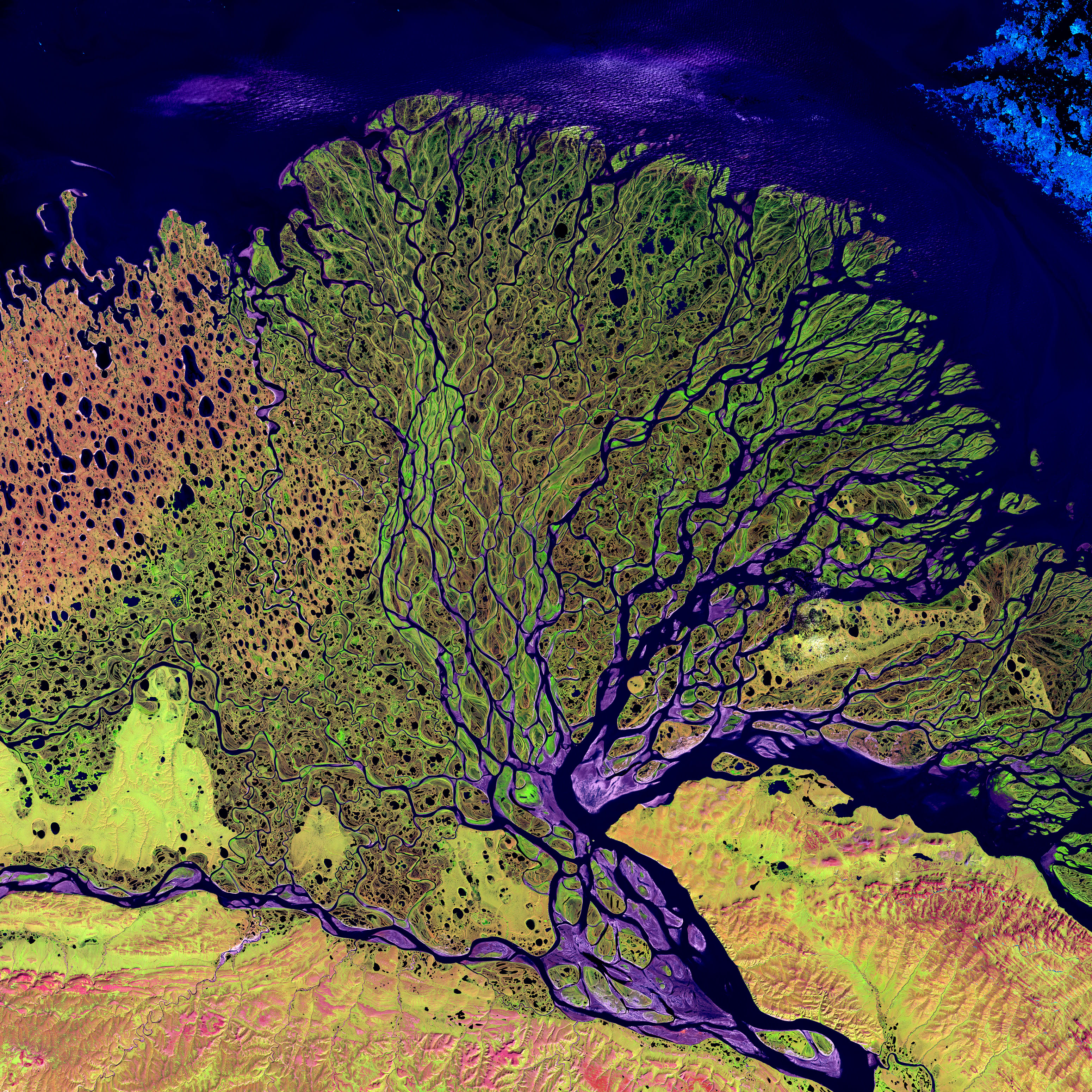
Lenadelta

Op het Noord-Siberisch Bergland liggen drie van de langste rivieren ter wereld:
- Jenisej (5e van de wereld)
- Lena (10e van de wereld)
- Ob

Andere rivieren zijn:
- Anabar
- Chatanga
- Cheta
- Kotoej
- Olenjok
- Pjasina

## Steden
Vanaf het noorden van de Oeral tot aan het noorden van het Verchojanskgebergte bevinden zich onder andere de volgende steden (van west naar oost)
- Salechard
- Doedinka
- Kajerkan
- Norilsk
- Talnach